# چاغرلو
چاغرلو(به کردی: چاخلوو، Çaxlû) روستایی از توابع بخش زیویه در شهرستان سقز است که در استان کردستان ایران قرار دارد. شغل بیشتر مردم این روستا کشاورزی و دامپروری است.چاغرلو. [ غ َ ] (اِخ ) دهی از دهستان گل تپه فیض اﷲبیگی شهرستان سقز واقع در 37 هزارگزی شمال خاوری سقز و چهار هزارگزی خاور قلعه کهنه. کوهستانی سردسیر با 450 تن سکنه. آب آن از چشمه و قنات ، محصول آنجا غلات و توتون و لبنیات و قلمستان ، شغل اهالی زراعت و گله داری و راه مالرو است و در فصل خشکی از قلعه کهنه اتومبیل میتوان برد.
دهیار کمال نوجوان
شورا:محمد محمد پناه
اینستاگرام https://www.instagram.com/chagharlu?r=nametag

## جمعیت
این روستا در دهستان صاحب واقع شده و براساس سرشماری سال 1395، جمعیت آن450 نفر بوده‌است.